# Gabriele Cattani
Pour les articles homonymes, voir Cattani.
Gabriele Cattani est un astronome italien.
D'après le Centre des planètes mineures, il a co-découvert dix-huit astéroïdes entre 1994 et 1997 avec Luciano Tesi.

## Astéroïdes découverts
| (8051) Pistoria[1]          | 13 août 1997    |
| (11625) Francelinda[1]      | 20 octobre 1996 |
| (12840) Paolaferrari[1]     | 6 avril 1997    |
| (13200) Romagnani[1]        | 13 mars 1997    |
| (14486) Tuscia[1]           | 4 octobre 1994  |
| (14964) Robertobacci[1]     | 2 novembre 1996 |
| (16683) Alepieri[1]         | 3 mai 1994      |
| (23547) Tognelli[1]         | 17 février 1994 |
| (27917) Edoardo[1]          | 6 novembre 1996 |
| (29443) Remocorti[1]        | 13 juillet 1997 |
| (33010) Enricoprosperi[1]   | 11 mars 1997    |
| (39748) Guccini[1]          | 28 janvier 1997 |
| (42523) Ragazzileonardo[1]  | 6 mars 1994     |
| (79212) 1994 ET [1]         | 6 mars 1994     |
| (85439) 1997 EP40 [1]       | 13 mars 1997    |
| (152583) 1994 TF [1]        | 4 octobre 1994  |
| (205006) 1997 AY21 [1]      | 15 janvier 1997 |
| (296928) Francescopalla [1] | 17 février 1994 |
| 1. avec L. Tesi             |                 |